# PDS 110
PDS 110 là một ngôi sao trẻ cấp 11, cách hệ Mặt Trời khoảng 1.125 năm ánh sáng (345 pc), trong chòm sao Lạp Hộ. Năm 2017, người ta đã phát hiện ra rằng ngôi sao này có một ngoại hành tinh hoặc một sao lùn nâu với một đĩa bụi quay xung quanh nó.

## Miêu tả
PDS 110 là một ngôi sao trẻ đang tới gần dãy chính. Nó từng được phân loại là sao T Tauri, hoặc là một sao trước dãy chính. Các vạch phát xạ chỉ ra rằng phân loại T Tauri có phần yếu hơn so với một sao T Tauri điển hình, được diễn giải như là một giai đoạn sau T-Tauri.

## Đĩa bụi và thiên thể thứ cấp
Các đo đạc độ sáng từ SuperWASP và KELT cho thấy hai sụt giảm độ sáng tương tự vào tháng 11 năm 2008 và tháng 1 năm 2011, cả hai đều có sụt giảm độ sáng tối đa 30% và kéo dài 25 ngày. Các sự kiện này được hiểu là quá cảnh của một cấu trúc với chu kỳ 808 ± 2 ngày, tương ứng với khoảng cách quỹ đạo khoảng 2 AU. Sự sụt giảm độ sáng lớn có thể xảy ra do một hành tinh hoặc một sao lùn nâu có đĩa bụi tròn thứ cấp có bán kính 0,3 AU xung quanh thiên thể trung tâm có khối lượng từ 1,8 đến 70 lần khối lượng Sao Mộc. Một quá cảnh khác đã được dự đoán vào tháng 9 năm 2017, nhưng người ta đã không thấy gì giống với các sự kiện trước đó, loại trừ một sự kiện có tính chu kỳ.